# Liste des planètes mineures non numérotées découvertes en décembre 2010
Pour un article plus général, voir Liste des planètes mineures non numérotées découvertes en 2010.
Pour un article plus général, voir Liste des planètes mineures.
Cet article dresse la liste des planètes mineures (astéroïdes, centaures, objets transneptuniens et assimilés) non numérotées découvertes en décembre 2010 dans l'ordre de leur découverte.
Au 15 janvier 2025, 661 077 des 1 434 993 planètes mineures répertoriées par le Centre des planètes mineures ne sont pas encore numérotées, soit 46,07 %.

## Rappel concernant la désignation provisoire
La désignation provisoire indique l'ordre de découverte de ces objets. En effet, cette désignation est composée de l'année de découverte (par exemple 2010) suivie de la quinzaine (demi-mois) de découverte (p.e. A = 1-15 janvier) puis de l'ordre de découverte dans cette quinzaine. Cet ordre est indiqué par une lettre et éventuellement un chiffre comme suit : A pour la première découverte, B pour la deuxième, ..., Z pour la 25e (le I n'est pas utilisé pour éviter la confusion avec 1), A1 pour la 26e, B1 pour la 27e, etc. , Z1 pour la 50e, A2 pour la 51e, B2 pour la 52e, etc. L'ordre de la numérotation ne suit donc pas l'ordre alphanumérique. 2010 AA1 suit ainsi 2010 AZ et précède 2010 AB1.

## Liste

### Du1erau 15 décembre 2010
- 2010 XA
- 2010 XB
- 2010 XC
- 2010 XD
- 2010 XE
- 2010 XF
- 2010 XG
- 2010 XH
- 2010 XJ
- 2010 XK
- 2010 XL
- 2010 XM
- 2010 XN
- 2010 XO
- 2010 XP
- 2010 XQ
- 2010 XR
- 2010 XU
- 2010 XV
- 2010 XW
- 2010 XX
- 2010 XY
- 2010 XZ
- 2010 XA1
- 2010 XC1
- 2010 XF1
- 2010 XK1
- 2010 XO1
- 2010 XT1
- 2010 XW1
- 2010 XB2
- 2010 XF2
- 2010 XH2
- 2010 XN2
- 2010 XQ2
- 2010 XU2
- 2010 XF3
- 2010 XG3
- 2010 XH3
- 2010 XJ3
- 2010 XP3
- 2010 XV3
- 2010 XD4
- 2010 XK4
- 2010 XC5
- 2010 XN5
- 2010 XR5
- 2010 XU5
- 2010 XV5
- 2010 XW5
- 2010 XA6
- 2010 XB6
- 2010 XC6
- 2010 XD6
- 2010 XF6
- 2010 XG6
- 2010 XK6
- 2010 XM6
- 2010 XN6
- 2010 XP6
- 2010 XW6
- 2010 XA7
- 2010 XF7
- 2010 XM7
- 2010 XR7
- 2010 XT7
- 2010 XW7
- 2010 XB8
- 2010 XD8
- 2010 XJ8
- 2010 XN8
- 2010 XT8
- 2010 XY8
- 2010 XC9
- 2010 XD9
- 2010 XM9
- 2010 XN9
- 2010 XO9
- 2010 XX9
- 2010 XB10
- 2010 XO10
- 2010 XR10
- 2010 XS10
- 2010 XT10
- 2010 XU10
- 2010 XA11
- 2010 XB11
- 2010 XE11
- 2010 XF11
- 2010 XG11
- 2010 XH11
- 2010 XJ11
- 2010 XL11
- 2010 XO13
- 2010 XS13
- 2010 XX13
- 2010 XP14
- 2010 XS14
- 2010 XE15
- 2010 XG15
- 2010 XM15
- 2010 XX15
- 2010 XY15
- 2010 XB16
- 2010 XE16
- 2010 XH16
- 2010 XJ16
- 2010 XM16
- 2010 XP16
- 2010 XQ16
- 2010 XT16
- 2010 XD18
- 2010 XS18
- 2010 XY18
- 2010 XH19
- 2010 XJ19
- 2010 XV19
- 2010 XF20
- 2010 XH20
- 2010 XJ20
- 2010 XL20
- 2010 XO20
- 2010 XP20
- 2010 XB21
- 2010 XZ21
- 2010 XC22
- 2010 XJ22
- 2010 XK22
- 2010 XX22
- 2010 XZ22
- 2010 XF23
- 2010 XJ23
- 2010 XQ23
- 2010 XT23
- 2010 XA24
- 2010 XB24
- 2010 XT24
- 2010 XA25
- 2010 XB25
- 2010 XC25
- 2010 XD25
- 2010 XE25
- 2010 XF25
- 2010 XG25
- 2010 XM25
- 2010 XN25
- 2010 XY25
- 2010 XZ25
- 2010 XA26
- 2010 XB26
- 2010 XC26
- 2010 XH26
- 2010 XL26
- 2010 XN26
- 2010 XR26
- 2010 XS26
- 2010 XA27
- 2010 XB27
- 2010 XD27
- 2010 XH27
- 2010 XQ27
- 2010 XY27
- 2010 XZ27
- 2010 XA28
- 2010 XB28
- 2010 XC28
- 2010 XG28
- 2010 XM28
- 2010 XP28
- 2010 XT28
- 2010 XA29
- 2010 XD29
- 2010 XG29
- 2010 XJ29
- 2010 XM29
- 2010 XW29
- 2010 XO30
- 2010 XQ30
- 2010 XV30
- 2010 XY30
- 2010 XB31
- 2010 XG31
- 2010 XJ31
- 2010 XM31
- 2010 XO31
- 2010 XR31
- 2010 XC32
- 2010 XG32
- 2010 XH32
- 2010 XO33
- 2010 XX33
- 2010 XE34
- 2010 XC35
- 2010 XP35
- 2010 XT35
- 2010 XN36
- 2010 XT36
- 2010 XU36
- 2010 XX36
- 2010 XE37
- 2010 XL37
- 2010 XP37
- 2010 XC38
- 2010 XY38
- 2010 XZ38
- 2010 XB39
- 2010 XS39
- 2010 XP40
- 2010 XF41
- 2010 XY41
- 2010 XB42
- 2010 XS42
- 2010 XB43
- 2010 XK43
- 2010 XY44
- 2010 XM45
- 2010 XN45
- 2010 XQ45
- 2010 XR45
- 2010 XS45
- 2010 XU45
- 2010 XB46
- 2010 XQ46
- 2010 XB48
- 2010 XF48
- 2010 XZ48
- 2010 XC49
- 2010 XD49
- 2010 XW49
- 2010 XR50
- 2010 XT50
- 2010 XU50
- 2010 XY50
- 2010 XG51
- 2010 XP51
- 2010 XT51
- 2010 XV51
- 2010 XJ52
- 2010 XR52
- 2010 XG53
- 2010 XJ53
- 2010 XK53
- 2010 XY53
- 2010 XF54
- 2010 XG54
- 2010 XQ54
- 2010 XY54
- 2010 XB55
- 2010 XE55
- 2010 XL56
- 2010 XM56
- 2010 XN56
- 2010 XP56
- 2010 XX56
- 2010 XD57
- 2010 XE57
- 2010 XT57
- 2010 XE58
- 2010 XG58
- 2010 XV58
- 2010 XW58
- 2010 XX58
- 2010 XY58
- 2010 XZ58
- 2010 XA59
- 2010 XD59
- 2010 XW59
- 2010 XA60
- 2010 XG60
- 2010 XJ60
- 2010 XQ60
- 2010 XW60
- 2010 XJ61
- 2010 XM61
- 2010 XP61
- 2010 XV61
- 2010 XY61
- 2010 XA62
- 2010 XR63
- 2010 XX63
- 2010 XF64
- 2010 XG64
- 2010 XY64
- 2010 XO65
- 2010 XR65
- 2010 XH66
- 2010 XG67
- 2010 XJ67
- 2010 XQ67
- 2010 XS67
- 2010 XA68
- 2010 XE69
- 2010 XM69
- 2010 XN69
- 2010 XO69
- 2010 XP69
- 2010 XQ69
- 2010 XR69
- 2010 XS69
- 2010 XC70
- 2010 XJ70
- 2010 XO70
- 2010 XE71
- 2010 XH71
- 2010 XM71
- 2010 XF72
- 2010 XX72
- 2010 XZ72
- 2010 XB73
- 2010 XV73
- 2010 XE74
- 2010 XL74
- 2010 XD75
- 2010 XF75
- 2010 XK76
- 2010 XM76
- 2010 XN76
- 2010 XQ76
- 2010 XR76
- 2010 XH77
- 2010 XL77
- 2010 XS77
- 2010 XG78
- 2010 XR78
- 2010 XT78
- 2010 XP79
- 2010 XV79
- 2010 XR80
- 2010 XH81
- 2010 XU81
- 2010 XD82
- 2010 XG82
- 2010 XH82
- 2010 XQ82
- 2010 XX82
- 2010 XY82
- 2010 XN83
- 2010 XT85
- 2010 XM86
- 2010 XZ86
- 2010 XJ87
- 2010 XO87
- 2010 XQ87
- 2010 XT87
- 2010 XA88
- 2010 XQ88
- 2010 XD90
- 2010 XO91
- 2010 XS91
- 2010 XR92
- 2010 XM93
- 2010 XN93
- 2010 XP93
- 2010 XS94
- 2010 XB95
- 2010 XC95
- 2010 XE95
- 2010 XU96
- 2010 XV96
- 2010 XW96
- 2010 XZ96
- 2010 XB97
- 2010 XC97
- 2010 XJ97
- 2010 XL97
- 2010 XM97
- 2010 XB98
- 2010 XC98
- 2010 XD98
- 2010 XG98
- 2010 XJ98
- 2010 XK98
- 2010 XL98
- 2010 XP98
- 2010 XQ98
- 2010 XR98
- 2010 XU98
- 2010 XV98
- 2010 XY98
- 2010 XZ98
- 2010 XB99
- 2010 XC99
- 2010 XE99
- 2010 XF99
- 2010 XG99
- 2010 XH99
- 2010 XJ99
- 2010 XL99
- 2010 XM99
- 2010 XN99
- 2010 XO99
- 2010 XP99
- 2010 XQ99
- 2010 XS99
- 2010 XT99
- 2010 XU99
- 2010 XV99
- 2010 XW99
- 2010 XC100
- 2010 XF100
- 2010 XG100
- 2010 XJ100
- 2010 XK100
- 2010 XM100
- 2010 XN100
- 2010 XO100
- 2010 XT100
- 2010 XW100
- 2010 XX100
- 2010 XY100
- 2010 XA101
- 2010 XB101
- 2010 XF101
- 2010 XG101
- 2010 XJ101
- 2010 XK101
- 2010 XM101
- 2010 XN101
- 2010 XC102
- 2010 XQ102
- 2010 XR102
- 2010 XV102
- 2010 XW102
- 2010 XY102
- 2010 XD103
- 2010 XE103
- 2010 XM103
- 2010 XQ103
- 2010 XT103
- 2010 XV103
- 2010 XW103
- 2010 XX103
- 2010 XY103
- 2010 XZ103
- 2010 XA104
- 2010 XD104
- 2010 XG104
- 2010 XM104
- 2010 XN104
- 2010 XQ104
- 2010 XR104
- 2010 XT104
- 2010 XV104
- 2010 XX104
- 2010 XZ104
- 2010 XB105
- 2010 XC105
- 2010 XD105
- 2010 XE105
- 2010 XF105
- 2010 XG105
- 2010 XT105
- 2010 XV105
- 2010 XX105
- 2010 XE106
- 2010 XH106
- 2010 XJ106
- 2010 XK106
- 2010 XN106
- 2010 XO106
- 2010 XP106
- 2010 XQ106
- 2010 XR106
- 2010 XS106
- 2010 XT106
- 2010 XV106
- 2010 XX106
- 2010 XY106
- 2010 XE107
- 2010 XF107
- 2010 XG107
- 2010 XK107
- 2010 XM107
- 2010 XE108
- 2010 XF108
- 2010 XH108
- 2010 XN108
- 2010 XO108
- 2010 XP108
- 2010 XQ108
- 2010 XR108
- 2010 XS108
- 2010 XF109
- 2010 XH109
- 2010 XY109
- 2010 XC110
- 2010 XE110
- 2010 XH110
- 2010 XJ110
- 2010 XK110
- 2010 XL110
- 2010 XM110
- 2010 XQ110
- 2010 XT110
- 2010 XV110
- 2010 XX110
- 2010 XY110
- 2010 XH111
- 2010 XK111
- 2010 XN111
- 2010 XQ111
- 2010 XZ111
- 2010 XC112
- 2010 XE112
- 2010 XF112
- 2010 XG112
- 2010 XH112
- 2010 XJ112
- 2010 XS112
- 2010 XU112
- 2010 XX112
- 2010 XY112
- 2010 XA113
- 2010 XE113
- 2010 XF113
- 2010 XG113
- 2010 XH113
- 2010 XJ113
- 2010 XM113
- 2010 XQ113
- 2010 XS113
- 2010 XW113
- 2010 XY113
- 2010 XZ113
- 2010 XA114
- 2010 XC114
- 2010 XU114
- 2010 XY114
- 2010 XA115
- 2010 XB115
- 2010 XC115
- 2010 XD115
- 2010 XE115
- 2010 XF115
- 2010 XG115
- 2010 XK115
- 2010 XM115
- 2010 XP115
- 2010 XQ115
- 2010 XT115
- 2010 XU115
- 2010 XY115
- 2010 XE116
- 2010 XH116
- 2010 XL116
- 2010 XN116
- 2010 XP116
- 2010 XS116
- 2010 XU116
- 2010 XX116
- 2010 XA117
- 2010 XB117
- 2010 XC117
- 2010 XE117
- 2010 XG117
- 2010 XH117
- 2010 XK117
- 2010 XL117
- 2010 XM117
- 2010 XX117
- 2010 XZ117
- 2010 XH118
- 2010 XJ118
- 2010 XP118
- 2010 XR118
- 2010 XT118
- 2010 XU118
- 2010 XV118
- 2010 XX118
- 2010 XY118
- 2010 XZ118
- 2010 XB119
- 2010 XD119
- 2010 XE119
- 2010 XF119
- 2010 XN119
- 2010 XO119
- 2010 XR119
- 2010 XT119
- 2010 XU119
- 2010 XW119
- 2010 XX119
- 2010 XZ119
- 2010 XA120
- 2010 XB120
- 2010 XD120
- 2010 XE120
- 2010 XF120
- 2010 XG120
- 2010 XH120
- 2010 XJ120
- 2010 XL120
- 2010 XM120
- 2010 XN120
- 2010 XP120
- 2010 XQ120
- 2010 XR120
- 2010 XS120
- 2010 XT120
- 2010 XU120
- 2010 XW120
- 2010 XX120
- 2010 XY120
- 2010 XZ120
- 2010 XA121
- 2010 XB121
- 2010 XC121
- 2010 XD121
- 2010 XE121
- 2010 XF121
- 2010 XG121
- 2010 XH121
- 2010 XL121
- 2010 XN121
- 2010 XO121
- 2010 XP121
- 2010 XQ121
- 2010 XR121
- 2010 XT121
- 2010 XW121
- 2010 XX121
- 2010 XZ121
- 2010 XA122
- 2010 XB122
- 2010 XF122
- 2010 XG122
- 2010 XJ122
- 2010 XL122
- 2010 XM122
- 2010 XN122
- 2010 XO122
- 2010 XP122
- 2010 XS122
- 2010 XT122
- 2010 XU122
- 2010 XW122
- 2010 XX122
- 2010 XY122
- 2010 XA123
- 2010 XB123
- 2010 XD123
- 2010 XE123
- 2010 XG123
- 2010 XH123
- 2010 XJ123
- 2010 XM123
- 2010 XO123
- 2010 XR123
- 2010 XS123
- 2010 XT123
- 2010 XU123
- 2010 XW123
- 2010 XX123
- 2010 XZ123
- 2010 XA124
- 2010 XB124
- 2010 XC124
- 2010 XD124
- 2010 XE124
- 2010 XF124
- 2010 XG124
- 2010 XJ124
- 2010 XK124
- 2010 XL124
- 2010 XM124
- 2010 XO124
- 2010 XP124
- 2010 XQ124
- 2010 XS124
- 2010 XV124
- 2010 XW124
- 2010 XX124
- 2010 XY124
- 2010 XZ124
- 2010 XA125

### Du 16 au 31 décembre 2010
- 2010 YB
- 2010 YD
- 2010 YE
- 2010 YH
- 2010 YO
- 2010 YR
- 2010 YS
- 2010 YW
- 2010 YC1
- 2010 YD1
- 2010 YR1
- 2010 YB2
- 2010 YK2
- 2010 YO2
- 2010 YT2
- 2010 YD3
- 2010 YJ3
- 2010 YX3
- 2010 YY3
- 2010 YL4
- 2010 YD5
- 2010 YZ5
- 2010 YA6
- 2010 YE6
- 2010 YF6
- 2010 YH6
- 2010 YP6
- 2010 YQ6
- 2010 YX6
- 2010 YZ6
- 2010 YC7
- 2010 YE7
- 2010 YG7
- 2010 YH7
- 2010 YJ7
- 2010 YK7